# Mehlgrube

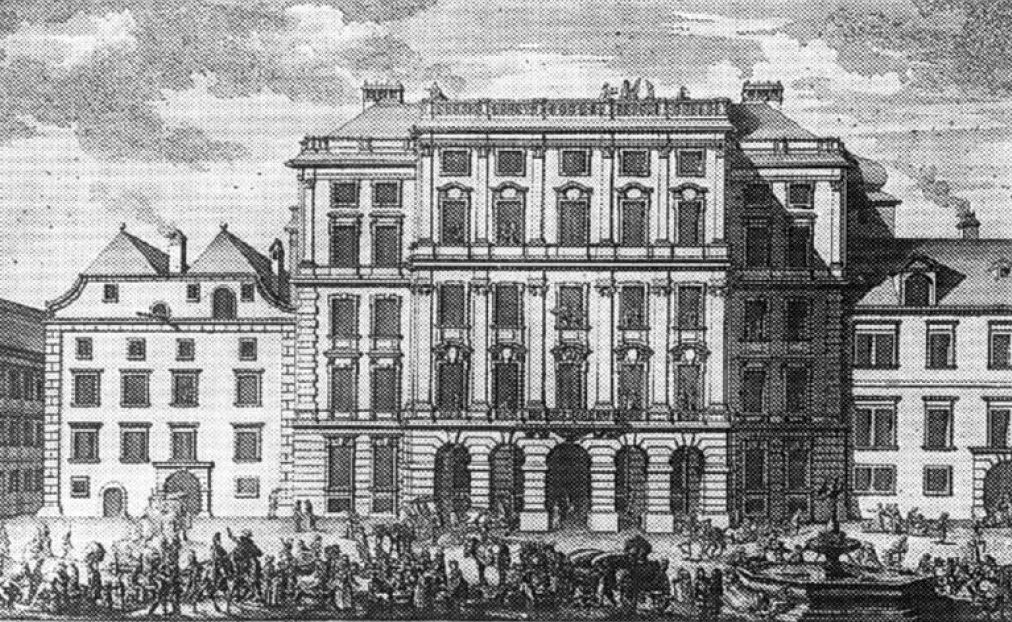
Die Mehlgrube, Stich von Johann Adam Delsenbach, 1715

Die Mehlgrube war ein Bauwerk am Neuen Markt im 1. Wiener Gemeindebezirk Innere Stadt, an dessen Stelle sich heute das 1897 errichtete Hotel Ambassador befindet.

## Geschichte

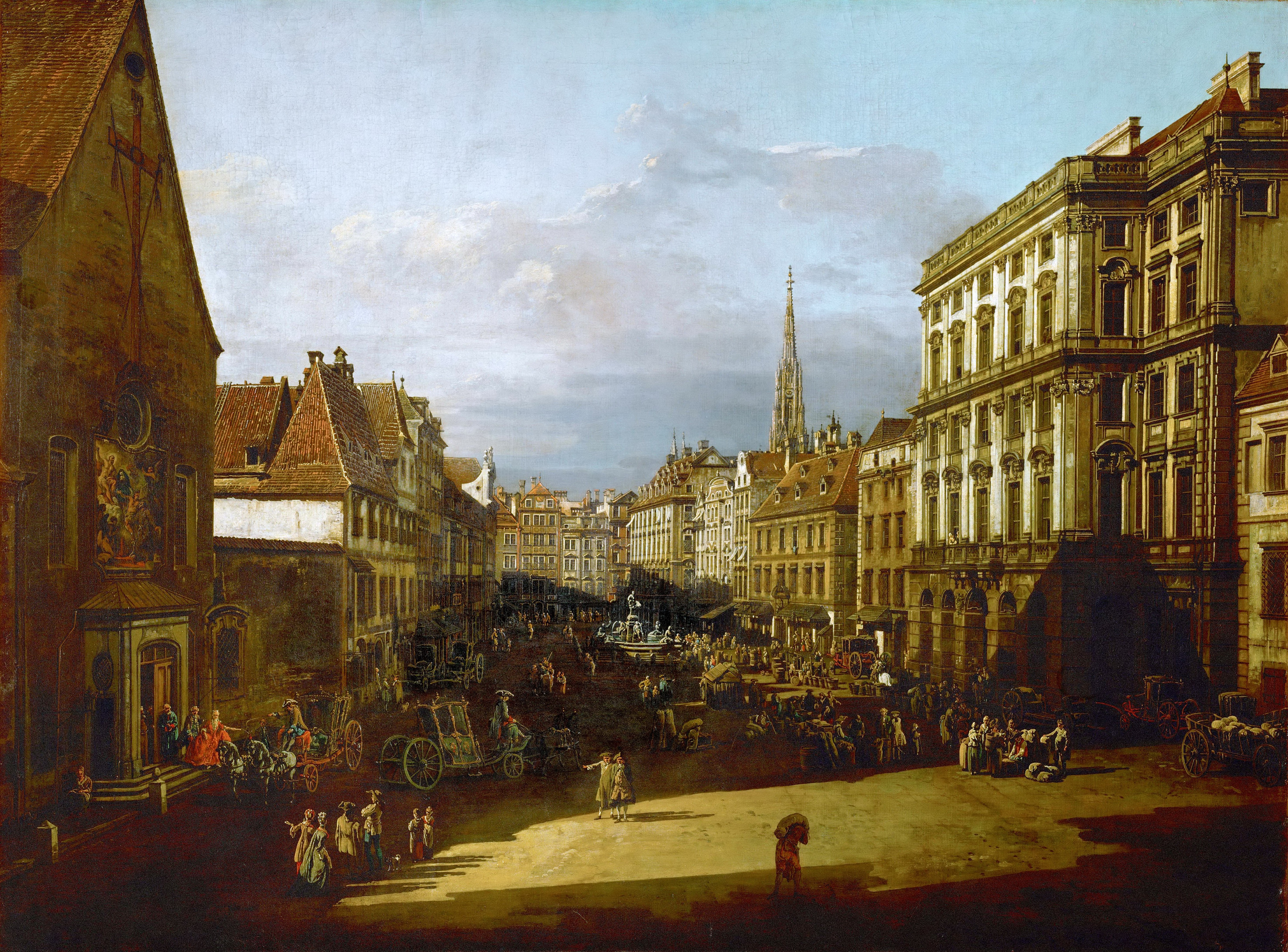
Der Neue Markt im Jahre 1760, rechts im Bild die Mehlgrube (Gemälde von Canaletto)

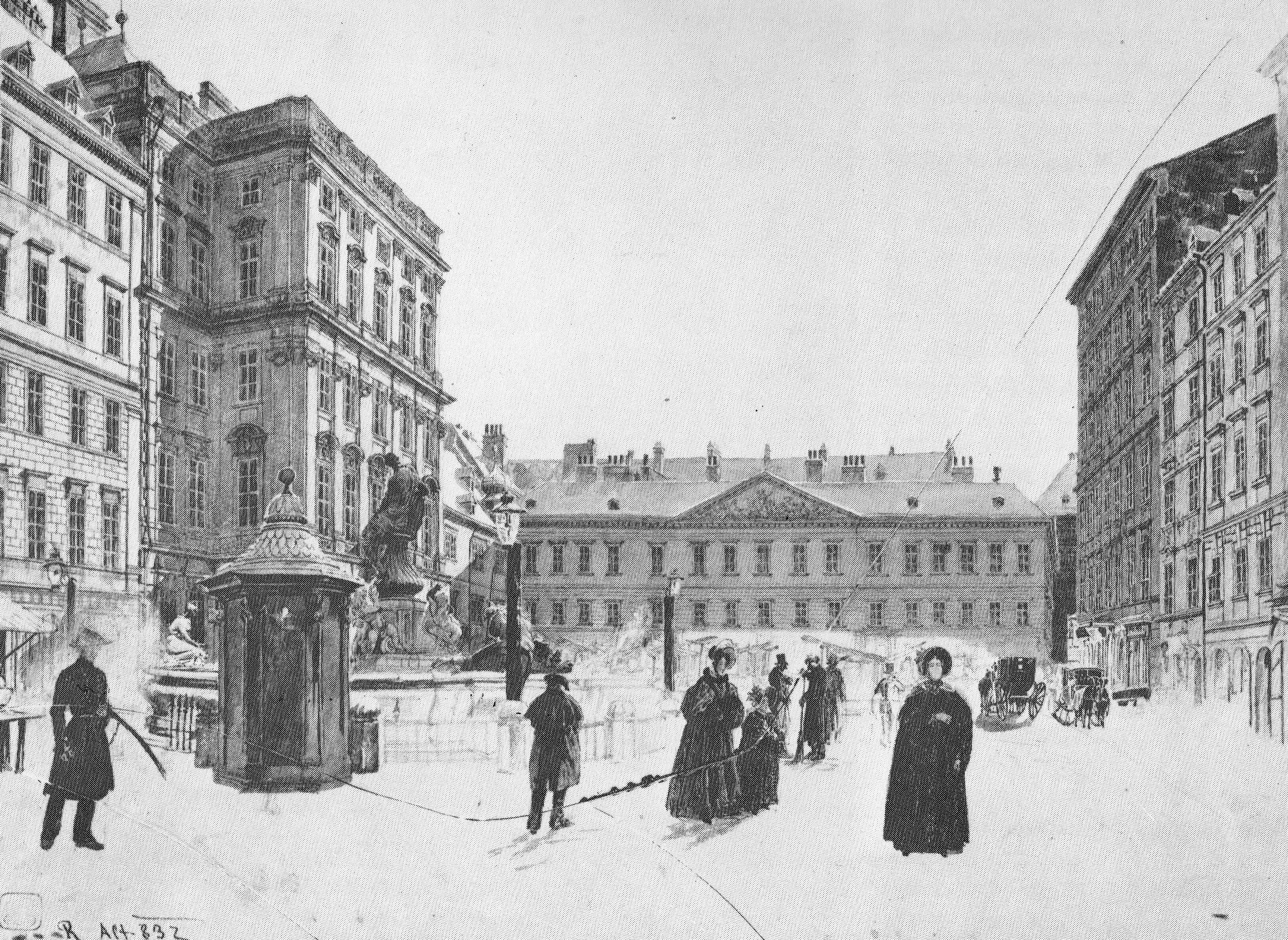
Neuer Markt, 1832. Links die Mehlgrube, im Hintergrund das Palais Schwarzenberg

Als im Mittelalter der Hohe Markt nicht mehr zur Versorgung der Bevölkerung ausreichte, wurde der Neue Markt als zweiter Markt Wiens geschaffen und im Jahre 1234 erstmals erwähnt. Hier wurde auch mit Mehl und Getreide gehandelt, wodurch der inoffizielle Name Mehlmarkt entstand. Die Mehlgrube wurde erstmals 1375 als Mehlgroube erwähnt. 1418 wurde das Haus als „städtisches Mehldepot und Metzenleihanstalt“ geführt, Ende des 17. Jahrhunderts wurde das alte Gebäude abgerissen.
An seiner Stelle entstand 1697 das von Johann Bernhard Fischer von Erlach entworfene Haus zur Mehlgrube, zum Zeitpunkt seiner Errichtung das dominierende Gebäude am Platz. Es beherbergte im ersten Stock einen Saal, in dem exklusive Bälle und Redouten stattfanden. Hier soll sich unter anderem der junge Joseph Haydn etwas Geld als Musiker verdient haben. 1781 wurde der Ballsaal in einen Konzertsaal umgebaut, am 11. Februar 1785 wurde hier das 20. Klavierkonzert von Wolfgang Amadeus Mozart uraufgeführt. Mozart wirkte bei dem am Tag zuvor fertiggestellten Stück selbst als Solist.
1798 erfolgte eine Neueröffnung des Hauses als Gasthaus Zur Mehlgrube. Der Wirt Michael Mörus ließ auch wieder Bälle und Konzerte in der Mehlgrube stattfinden. Ein prominenter Dirigent war Ludwig van Beethoven, der häufig im benachbarten Gasthaus Zum weißen Schwan anzutreffen war. 1831 wurde das Haus im Auftrag von Mathias Czermak in ein sogenanntes Kasino mit Konzertsaal und Gastronomie umgebaut. Joseph Lanner und Franz Ludwig Morelly hatten hier Engagements als Kapellmeister. Weiters fanden sogenannte „Journalistenabende“ statt, die 1859 zur Gründung des heutigen Presseclubs Concordia führten.
1837 wurde die Mehlgrube von Franz Xaver Munsch übernommen, der das Haus 1866 in das Hotel Munsch umbauen ließ. 1897 ließ der neue Eigentümer Josef Krantz die Mehlgrube abreißen und ein Gebäude nach den Entwürfen der Architekten Kupka und Orglmeister im Stil der Neorenaissance errichten. Das im darauffolgenden Jahr eröffnete Hotel Krantz, später Krantz-Ambassador, zählte zu den exklusivsten Hotels der Stadt (Neuer Markt 5, Kärntner Straße 22). 1930 wurde das Restaurant Lehár mit einem von Franz Lehár dirigierten Konzert eröffnet.
Gegen Ende des Zweiten Weltkrieges wurde die an der Kärntner Straße liegende Fassade durch Bombentreffer schwer beschädigt. Nach dem Wiederaufbau wurde das Haus im Juni 1945 in Hotel Ambassador umbenannt. 2001 erfolgte eine Generalrenovierung des Hotels mit einem umstrittenen Ausbau (de facto einer Aufstockung) des Dachgeschoßes.